# Clytra binominata
Clytra binominata (лат.) — вид листоїдів з підродини клітрин. Зустрічається у Туреччині, на Родосі й у континентальній Греції.